# The Boys in the Band (2020)
The Boys in the Band (zu Deutsch Die Jungs in der Gruppe) ist ein US-amerikanisches Filmdrama von Joe Mantello aus dem Jahr 2020 über eine Gruppe schwuler Freunde. Der Film basiert auf dem gleichnamigen Theaterstück aus dem Jahr 1968 von Mart Crowley, das bereits 1970 als Die Harten und die Zarten verfilmt worden war. Nach dem Broadway-Revival des Theaterstücks 2018 kündigte Ryan Murphy eine Verfilmung mit derselben Besetzung an, die vollständig aus offen schwulen Schauspielern besteht.
Der Film erschien international am 30. September 2020 auf Netflix.

## Handlung
Der Film zeigt, wie das Theaterstück im Jahre 1968, eine Geburtstagsfeier zu Ehren von Harold unter schwulen Freunden, die im Apartment von Michael in der Upper East Side von New York City stattfindet.
Während er mit Donald die Party vorbereitet, erhält Michael einen Anruf von dem heterosexuellen, verheirateten Alan, einem früheren Freund aus Universitätszeiten, der Michael treffen will und am Telefon in Tränen ausbricht. Alan weiß nichts von Michaels Homosexualität und Michael möchte diese Information auch nicht ihm gegenüber preisgeben.
Im Laufe des Abends treffen die Gäste ein, der feminine Emory, das Paar Larry und Hank, der in Scheidung von seiner Frau lebt, sowie Bernhard. Alan ruft zwischendurch erneut an, um abzusagen, kreuzt dann aber überraschenderweise doch auf. Das Verhalten einiger Gäste ist ihm suspekt und er erkennt, dass sie schwul sind, so dass er sich hauptsächlich mit Hank, der auf ihn am normalsten und heterosexuell wirkt, über das gemeinsame Thema Ehe unterhält. Im Laufe des Abends erscheint der als Cowboy verkleidete Prostituierte Tex, den Emory als Geburtstagsgeschenk für Harold engagiert hat.
Aufgrund Emorys provokanter Art und der Unterstellung, Alan sei auch schwul, kommt es zu einer Prügelei zwischen den beiden, in deren Folge Alan sich in einen anderen Raum zurückzieht. Indessen erscheint das Geburtstagskind Harold und die Freunde feiern seinen Geburtstag mit Geschenken, Alkohol und Gesprächen auf der Terrasse und im Wohnraum.
Als Alan wieder zu der Gruppe stößt und Michaels Wohnung verlassen möchte, lässt Michael ihn nicht gehen. Er initiiert ein Spiel, bei dem jeder eine Person anrufen soll, die er wirklich geliebt hat. Dazu verteilt er Punkte, wenn man anruft; wenn jemand rangeht; wenn es die gewünschte Person ist; wenn man dieser „Ich liebe dich“ sagt. Emory und Bernard versuchen jeweils erfolglos mit ihrem ersten Schwarm zu sprechen; Hank und Larry rufen wiederum nach einem Streit nacheinander sich gegenseitig an.
Zuletzt soll Alan jemanden anrufen, denn Michael will mit dem Spiel eine Bestätigung seiner Vermutung haben, dass Alan insgeheim auch schwul sei. Ein Kommilitone behauptete einst, eine Affäre mit Alan gehabt zu haben. Alan tätigt seinen Anruf, sagt dem Gesprächspartner „Ich liebe dich!“ und bittet um Vergebung. Als Michael den Hörer nimmt, stellt sich heraus, dass Alans Frau am anderen Ende ist. Alan verlässt als erster die Wohnung.
Harold konfrontiert Michael damit, dass dieser eigentlich seine eigene Homosexualität verabscheue und lieber das Leben eines Heterosexuellen leben würde, bevor er mit Tex die Wohnung verlässt. Nachdem alle Gäste die Feier verlassen haben, weint Michael an Donalds Schulter, weil Harold recht hatte. Um auszunüchtern, geht Michael im Regen und Dunkeln zu einer Mitternachtsmesse und nur noch Donald bleibt im Wohnraum zurück.

## Synchronisation
Die deutsche Synchronisation entstand nach einem Dialogbuch und unter der Dialogregie von Christian Schneider im Auftrag der Interopa Film GmbH, Berlin.
Die Synchronisation wurde für den Deutschen Synchronpreis 2021 in der Kategorie „Bestes Drama“ nominiert.
| Rolle   | Schauspieler                | Synchronsprecher   |
| ------- | --------------------------- | ------------------ |
| Michael | Jim Parsons                 | Gerrit Schmidt-Foß |
| Emory   | Robin de Jesús              | Fabian Oscar Wien  |
| Larry   | Andrew Rannells             | Marcel Collé       |
| Donald  | Matt Bomer                  | Simon Jäger        |
| Harold  | Zachary Quinto              | Timmo Niesner      |
| Alan    | Brian Hutchison             | Matthias Klie      |
| Bernard | Michael Benjamin Washington | Armin Schlagwein   |
| Hank    | Tuc Watkins                 | Marcus Off         |
| Cowboy  | Charlie Carver              | Sebastian Kluckert |

## Hintergrund

### Theaterstück und erste Verfilmung
Der Film The Boys in the Band basiert auf dem gleichnamigen Theaterstück von Mart Crowley, das im Jahr 1968 off-Broadway Premiere feierte. Crowley schrieb es, nachdem Stanley Kauffmann in der The New York Times die Frage gestellt hatte, warum schwule Theaterautoren nicht über sich selbst schreiben und Heterosexuelle in Ruhe lassen würden. Es gilt als bahnbrechend dafür, die Darstellung vom Leben schwuler Männer in den Mittelpunkt gerückt zu haben. Trotz des Überraschungserfolgs des Theaterstücks blieben alle schwulen Schauspieler in der Originalbesetzung ungeoutet.
Das Theaterstück wurde 1970 nach einem Drehbuch von Crowley verfilmt und mit den originalen neun Theaterschauspielern besetzt. Auch dieser Film gilt als Meilenstein des schwulen Kinos als erster Film, in dem (fast) alle Rollen schwul sind. Von der schwulen Community wurden allerdings Theaterstück und Film kritisiert, weil die Figuren selbsthassend seien.

### Broadway und zweite Verfilmung
2018 zum fünfzigsten Jahrestag der Erstaufführung wurde das Stück als Revival erstmals zum Broadway gebracht. Es wurde inszeniert von Joe Mantello und von Ryan Murphy und David Stone produziert. Diese drei sind alle offen schwul, sowie die gesamte Schauspielerbesetzung der neun titelgebenden Hauptrollen, die von Jim Parsons, Zachary Quinto und Matt Bomer angeführt wurde.

“The guys that are the leads are the first generation of gay actors who said, ‘We’re going to live authentic lives and hope and pray our careers remain on track’ — and they have. I find that profound.”

„Die Jungs, die die Hauptrollen spielen, sind die erste Generation schwuler Schauspieler, die gesagt haben: ‘Wir werden offen leben und hoffen und beten, dass unsere Karrieren am Laufen bleiben’ – und das haben sie getan. Das finde ich tiefgreifend.“

Mehrere der Schauspieler hatten bereits in Film und Fernsehen mit Murphy zusammengearbeitet: in The Normal Heart Parsons, Rannells und Bomer sowie Regisseur Mantello; Quinto und Bomer in verschiedenen Staffeln American Horror Story. Parsons und Mantello erschienen nach den Theateraufführungen in Hollywood. Rannells und Watkins, die in dem Stück und dem Film ein Paar spielen, sind seit 2019 auch im echten Leben in einer Beziehung.
Im April 2019 verkündete Murphy, dass The Boys in the Band für Netflix verfilmt wird, basierend auf dem Broadway-Revival, in dem Mantello wieder Regie führt, David Stone mit Murphy die Produktion übernimmt und dieselben Schauspieler ihre Rollen wieder verkörpern. Dreharbeiten zu diesem Film fanden im Juli in Los Angeles statt, wo das Apartment als Studiobühne aufgebaut wurde. Wie in der Verfilmung von 1970 verwendete Mantello fünfzig Jahre später für eine Eröffnungsszene wieder die Bar Julius in New York City, die bis heute die älteste, kontinuierlich geführte Schwulenbar der Stadt ist. Crowley hat in dieser Szene ein Cameo. Dem im März 2020 verstorbenen Autor des Stücks wurde der Film gewidmet.
Der Film erschien am 30. September 2020 auf Netflix.

## Rezeption
Auf der Review-Aggregator-Website Rotten Tomatoes erreicht der Film eine Kritikerbewertung von 83 % anhand 92 Kritiken und bei Metacritic von 70 anhand 23 Kritiken.
Ryan Lattanzio von IndieWire vergibt die Note A- und lobt vor allem Jim Parsons’ Darstellung: „Die Tatsache, dass die Besetzung nur aus offen schwulen Männern besteht, erzeugt eine besondere Chemie, da die Schauspieler, zuerst in der Laufzeit am Broadway hergestellt, eine Vertrautheit und Behaglichkeit haben, die wohl kaum so in einem aus Schwulen und Heterosexuellen gemischten Cast zu sehen wäre. Die Darstellungen sind alle hervorragend, aber das ist Parsons’ Show. Der ausgezeichnete Fernsehschauspieler, berühmt für The Big Bang Theory rekonstruiert seine Hollywood-Persona für eine Figur, die teils zickige Tunte, aber hauptsächlich ein verwundetes Tier ist. […] Während Crowleys Stück nicht mehr für jedes Problem schwuler Männer sprechen muss, spricht [Parsons’ Rolle] Michael in seinem finalen Zusammenbruch für alle schwulen Männern, die schon einmal oder auch permanent mit Selbsthass zu tun haben.“
Peter Bradshaw für den Guardian vergibt vier von fünf Sternen und befindet, der Film sei bühnenreif theatralisch, aber habe die sehenswerte Heftigkeit einer Soapopera als anhaltender Ansturm der Verrücktheit einer Telenovela. Es sei immer noch erfrischend, ein Schauspiel zu sehen, in dem die Figuren miteinander in ausgedehnten Absätzen sprechen; unerwartet kraftvoll, besonders in der Absurdität, Launenhaftigkeit und dem Schmerz, den Parsons in seine Darstellung stopft; eine seltsame, fesselnde Dosis Unglücklichseins.
Stephanie Zacharek von der Time schreibt über die Wirkung des fünfzigjährigen Stoffs: „Werke, die sehr spezifisch auf ihre Zeit ausgerichtet sind, können nützlicher für uns sein als sichere, allgemeine zeitlose Werke. Sie zeigen uns, wo wir standen und wie weit wir gekommen sind, und enthüllen manchmal sogar Fehler, an denen wir noch arbeiten müssen. Das ist der Wert von Joe Mantellos Adaption des Stückes von Mart Crowley aus 1968. [Diese Version] ist wie ein ungewöhnlich starkes Teleskop, das einen klaren und lebendigen Blick auf eine nicht so entfernte Vergangenheit gibt.“

### Auszeichnung
- GLAAD Media Awards 2021: Outstanding Film – Limited Release

## Begleit-Dokumentation
Ebenfalls am 30. September 2020 veröffentlichte Netflix einen begleitenden Dokumentations-Kurzfilm mit dem Beititel Etwas Persönliches (Original Something Personal), der Interviews mit Cast und Crew sowie insbesondere mit Crowley enthält über das Erbe und die Wirkung des Stücks zur Erstaufführungszeit und heute.